# Yōko Tanabe
Yōko Tanabe (jap. 田辺陽子 Tanabe Yōko; * 28. Januar 1966 in Tokio) ist eine ehemalige japanische Judoka. Sie gewann zwei olympische Silbermedaillen und fünf Medaillen bei Weltmeisterschaften.

## Karriere
Die 1,73 m große Yōko Tanabe trat meist im Halbschwergewicht an, gelegentlich auch in der offenen Klasse. Bei den Weltmeisterschaften 1987 in Essen unterlag sie im Halbfinale des Halbschwergewichts gegen die Belgierin Ingrid Berghmans. Mit einem Sieg über die Französin Laetitia Meignan sicherte sich Tanabe eine Bronzemedaille. 1988 wurden bei den Olympischen Spielen in Seoul Judo-Wettbewerbe für Frauen im Rahmen der Demonstrationswettbewerbe angeboten. Tanabe unterlag erneut im Halbfinale gegen Berghmans und gewann eine Bronzemedaille durch einen Sieg über die Brasilianerin Soraia André. 1989 gewann Tanabe erstmals das Tournoi de Paris. Bei den Weltmeisterschaften 1989 erhielt Tanabe zwei Medaillen. Im Halbschwergewicht unterlag sie im Finale gegen Ingrid Berghmans. In der offenen Klasse verlor sie gleich in ihrem ersten Kampf gegen Berghmans, mit fünf Siegen in der Hoffnungsrunde erkämpfte sich Tanabe eine Bronzemedaille.
Anfang 1990 siegte Tanabe erneut beim Tournoi de Paris. Bei den Asienspielen 1990 in Peking gewann Tanabe das Halbschwergewicht durch einen Finalsieg über die Chinesin Wei Feng Wu. In der offenen Klasse erkämpfte Tanabe eine Bronzemedaille. Im Juli 1991 besiegte Tanabe im Halbschwergewichts-Halbfinale der Weltmeisterschaften in Barcelona die Französin Laetitia Meignan, im Finale unterlag sie der Südkoreanerin Kim Mi-jung. Vier Monate später siegte Tanabe bei den Asienmeisterschaften. Zum Saisonbeginn 1992 siegte Kim Mi-jung über Tanabe  beim Tournoi de Paris. Kim und Tanabe standen sich auch im Finale der Olympischen Spiele in Barcelona gegenüber. Kim siegte durch Kampfrichterentscheid.
Nach einer längeren Pause kehrte Tanabe Ende 1994 beim Turnier in Fukuoka auf die Judomatte zurück und belegte den zweiten Platz. Bei den Weltmeisterschaften 1995 in Chiba unterlag Tanabe im Halbfinale der Belgierin Ulla Werbrouck, gewann aber durch einen Sieg über die Chinesin Zhao Limin eine Bronzemedaille. Anfang 1996 siegte Tanabe zum dritten Mal beim Tournoi de Paris. Zum Abschluss ihrer Karriere trat Yōko Tanabe im Juli 1996 bei den Olympischen Spielen in Atlanta an. Sie besiegte im Achtelfinale die Deutsche Hannah Ertel nach 2:32 Minuten. Im Viertelfinale schlug sie die Britin Kate Howey in 1:33 Minuten, im Halbfinale gegen die Französin Estha Essombe musste Tanabe über die volle Zeit. Das Finale hingegen dauerte recht kurz, nach zwei Sekunden hatte Ulla Werbrouck durch Ippon gewonnen.